# Бриш (приток Зигана)
Бриш (баш. Береш) — река в России, протекает в Башкортостане. Устье реки находится в 77 км по левому берегу реки Зиган. Длина реки составляет 17 км, площадь водосборного бассейна 76,9 км².
Высота устья — 221,8 м над уровнем моря. 

## Притоки
- Асиля
- Ишалы
- Мырзагол
- Такталы
- Укулю
- Улькун
- Усаклуй

## Данные водного реестра
По данным государственного водного реестра России относится к Камскому бассейновому округу, водохозяйственный участок реки — Белая от города Стерлитамак до водомерного поста у села Охлебино, без реки Сим, речной подбассейн реки — Белая. Речной бассейн реки — Кама.
Код объекта в государственном водном реестре — 10010200712111100018487.